# Sara Slott Petersen
Sara Slott Bruun Petersen (née le 9 avril 1987 à Nykøbing Falster) est une athlète danoise, spécialiste du 400 mètres haies.

## Biographie
Quatrième des Championnats du monde jeunesse en 2003 et des Championnats d'Europe juniors en 2005 sur 400 m haies, elle bat le record national en 2009 à Sarajevo lors des Championnats d'Europe par équipes en remportant la course en 56 s 70. Elle remporte d'ailleurs avec l'équipe nationale le relais 4 × 400 m (3 min 46 s 32).
Quelques semaines plus tard, Petersen décroche la médaille de bronze des Universiade d'été en Serbie en améliorant son propre record de trente centièmes. Elle se classe ensuite sixième des Championnats d'Europe espoirs. En 2011, elle prend la quatrième place des Universiade d'été.
Elle a participé aux mondiaux de 2009 et de 2011 à Berlin et Daegu, aux championnats d'Europe de 2009, 2010, 2012 et 2015 et aux Jeux olympiques de 2012 où elle a été éliminée à chacune des occasions en demi-finale.
Durant quatre saisons, de 2009 à 2012, Petersen a subi de nombreuses blessures au dos et aux pieds, pensant même à douter de son talent d'athlète.

### Parmi les meilleures mondiales (2015)
Le déclic pour Petersen se fait en 2015 où elle améliore son record à Stara Zagora, d'une demie seconde (55 s 68 en 2012). Elle réalisa ce jour le temps de 55 s 13. Elle descend ensuite sous les 55 secondes en réalisant une semaine plus tard à Sopot 54 s 79. Elle participe ensuite le 4 juillet au meeting Areva à Paris, en France où elle se classe deuxième dans le temps de 53 s 99, troisième meilleure performance mondiale de l'année. Cinq jours plus tard, elle est créditée de 55 s 01 à Lausanne où elle remporte la course. À Stockholm, elle termine deuxième de la course en 54 s 42.
Elle participe aux Championnats du monde de Pékin en août : elle remporte aisément sa série (55 s 11), puis sa demi-finale (54 s 34) avant de terminer quatrième de la finale en 54 s 20. Pour sa première finale intercontinentale, elle échoue au pied du podium, devancée par la Tchèque Zuzana Hejnová et par les Américaines Shamier Little et Cassandra Tate.
En fin de saison à Zurich, elle termine deuxième de sa course et remporte quatre points, ce qui lui permet de se classer troisième du classement général de la Ligue de diamant, notamment grâce à ses top 3 à Paris, Stockholm et Zurich.

### Championne d'Europe et vice-championne olympique (2016)

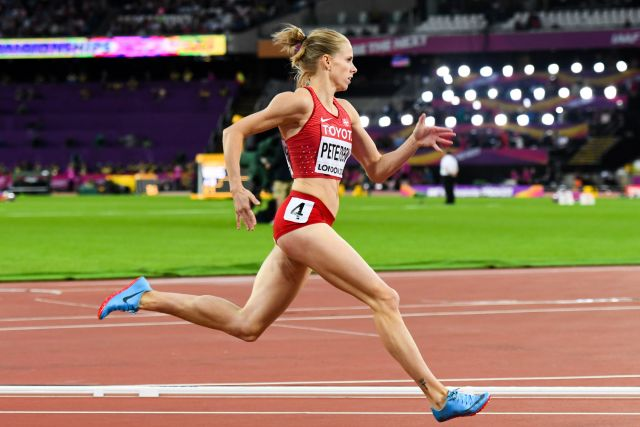
Sara Petersen lors des Championnats du monde 2017.

Le 13 février, Petersen bat le record national du 400 m en salle en 52 s 59. Gênée par les blessures en début de saison estivale, elle fait son retour début juin lors du Spitzen Leichtathletik Luzern où elle remporte la course en 55 s 20.
Le 10 juillet, la Danoise remporte son 1er titre international majeur en s'imposant en finale des Championnats d'Europe d'Amsterdam en 55 s 12, sa meilleure performance de la saison. Elle devance sur le podium la Polonaise Joanna Linkiewicz (55 s 33) et la Suissesse Lea Sprunger (55 s 41).
Parmi les prétendantes pour le podium olympique, Sara Petersen devient le 18 août vice-championne olympique de sa discipline avec un record du Danemark en 53 s 55, seulement devancée par l'Américaine Dalilah Muhammad (53 s 13). Elle est par ailleurs la 1re médaillée féminine en athlétisme pour le Danemark et la seule des Jeux olympiques de Rio.
Le 9 septembre, elle prend la 2de place du Mémorial Van Damme de Bruxelles en 54 s 60, malgré des problèmes physiques (respiration, douleurs).
Le 24 juin 2021, elle est nommée porte-drapeau de la délégation danoise aux Jeux olympiques d'été de 2020 à Tokyo par la Fédération des sports du Danemark, conjointement avec le skipper Jonas Warrer.

## Vie privée
Sara Petersen a un fils, Tobias, né le 8 octobre 2013.

## Palmarès
| Date | Compétition                          | Lieu             | Résultat | Épreuve     | Temps         |
| ---- | ------------------------------------ | ---------------- | -------- | ----------- | ------------- |
| 2003 | Championnats du monde jeunesse       | Sherbrooke       | 4e       | 400 m haies | 59 s 42       |
| 2003 | Fest. olympique de la jeunesse euro. | Paris            | 1re      | 400 m haies | 60 s 85       |
| 2005 | Championnats d'Europe juniors        | Kaunas           | 4e       | 400 m haies | 58 s 85       |
| 2009 | Championnats d'Europe par équipes    | Sarajevo         | 1re      | 200 m       | 24 s 39       |
| 2009 | Championnats d'Europe par équipes    | Sarajevo         | 1re      | 400 m haies | 56 s 70       |
| 2009 | Championnats d'Europe par équipes    | Sarajevo         | 1re      | 4 × 400 m   | 3 min 46 s 32 |
| 2009 | Universiade                          | Belgrade         | 3e       | 400 m haies | 56 s 40       |
| 2009 | Championnats d'Europe espoirs        | Kaunas           | 6e       | 400 m haies | 56 s 77       |
| 2011 | Championnats d'Europe par équipes    | Novi Sad         | 2e       | 400 m haies | 57 s 52       |
| 2011 | Universiade                          | Shenzhen         | 4e       | 400 m haies | 56 s 54       |
| 2015 | Championnats d'Europe par équipes    | Stara Zagora     | 1re      | 400 m haies | 55 s 13       |
| 2015 | Championnats d'Europe par équipes    | Stara Zagora     | 2e       | 4 × 400 m   | 3 min 41 s 06 |
| 2015 | Championnats du monde                | Pékin            | 4e       | 400 m haies | 54 s 20       |
| 2015 | Ligue de diamant                     | Ligue de diamant | 3e       | 400 m haies | détails       |
| 2016 | Championnats d'Europe                | Amsterdam        | 1re      | 400 m haies | 55 s 12       |
| 2016 | Jeux olympiques                      | Rio de Janeiro   | 2e       | 400 m haies | 53 s 55       |
| 2016 | Ligue de diamant                     | Ligue de diamant | 3e       | 400 m haies | détails       |
| 2019 | Championnats d'Europe par équipes    | Varazdin         | 1re      | 400 m haies | 55 s 76       |

## Records
| Épreuve     | Performance  | Lieu           | Date         |
| ----------- | ------------ | -------------- | ------------ |
| 400 m haies | 53 s 55 (NR) | Rio de Janeiro | 18 août 2016 |